# Миодраг Борисављевић
Миодраг Борисављевић (Ужице, 11. септембар 1893 — Београд, 20. август 1978) био је српски писац. Био је мајстор ратних прича и прича о феноменима лова и риболова.

## Биографија
У Првом светском рату прешао је Албанију и борио се на Солунском фронту, а у Другом је учествовао са читавом породицом.
Био је сведок многих ратних страдања и разарања. Све то имало је за последицу да су га касније кроз живот прогониле сенке ратне прошлости. Међутим, некако је успео да им умакне на једном месту, а то је управо на Дунаву код Апатина, где је био дугогодишњи директор Рибарске централе. На овом месту је у својој рибарској кући пронашао мир и уточиште након Другог светског рата 1947. године.
Унук му је био композитор Војкан Борисављевић.

## Дела
Лепота овог места је опчинила овог писца и овде је неометано могао да се посвети својим делима. Бајковит крајолик је омогућио овом човеку да се пронађе у њему и из његових дела након доласка у Апатин зрачи топла и искрена пишчева љубав према природи, људима и животињама.
Од објављивања прве Борисављевићеве приповетке “Ордонанс” (1922) до појаве прве
збирке приповедака “Вукови” (1951) прошло је двадесет девет година. Следе збирке
приповедака: “Међу људима” (1956), “Заборављени свет” (1958), “На земљи” (1961), “Из
подунавских шума” (1961), “Новеле” (1969), “Светлости у тами” (1975), “Шумским стазама”
(1976) и “Између два света” (заједно са Стеваном Раичковићем, 1971).
У збирци “Вукови” Борисављевић обрађује догађаје из Првог светског рата. Основна пишчева порука је да ратови никоме не доносе срецу. Напротив, ратови дехуманизују људе јер их терају да убијају да не би били убијени или да би сопствену несрећу привремено одгодили. У осталим Борисављевићевим збиркама приповедака преовлађују теме о свакодневном животу који се одвија у природи, на обалама Дунава, у ратовима и приобалским шумама. Из ових приповедака, као и из прича за децу, зрачи топла и искрена пишчева љубав према природи и обичним људима, према домаћим и дивљим животињама. Звали су га Панонски Тургењев.
Колико се покојни Миодраг везао за Апатин и Дунав говори његова посвета у књизи „Између два света“: „Једна проста рачунска радња показала ми је да сам највећи део свог живота провео на подручју Апатина... То ми је уједно и објаснило зашто га осећам и волим као своје друго завичајно место. Зато му са радошћу посвећујем ове приче, настале у његовим ритским шумама“.
Умро је 1978. године у Београду.